# Dendrocnide rigidifolia
Dendrocnide rigidifolia là loài thực vật có hoa trong họ Tầm ma. Loài này được (C.B.Rob.) Chew mô tả khoa học đầu tiên năm 1965.